# 寬鱗多孔菌
寬鱗多孔菌（学名：Polyporus squamosus），屬多孔菌科一種，是木棲腐生的中型菇類，可食用。它广泛分布，在北美，澳洲，亚洲和欧洲均有发现，生活在硬木树种林中。

## 命名
该物种于1778年由英国生物学家首次描述，当时命名为Boletus squamosus。现名则由瑞典生物学家伊利阿斯·马格努斯·弗里斯于1821年在《真菌分类系统》（Systema Mycologicum）中提出。

## 描述
该蘑菇通常生长在枯死的树桩或枝干上，子实体直径为8–30厘米，厚度可达10厘米。颜色为黄色至棕色，上面有格状纹路。背面为典型的多孔菌屬特点，由紧密排列的管子组成，管子长度为1至12毫米长。柄粗而且短，长度可达5厘米。

## 习性和分布
该蘑菇分布广泛，美国落基山脉东部、欧洲大部分地区、澳大利亚以及亚洲均有发现。通常在春季生长，偶尔也在秋季，很少在其他季节。经常成片生长，区域可达50厘米。它在林地生态系统中起着重要的作用，分解木材，通常为榆树，但很少寄生在活的树上。其他的树主要包括梣树、山毛榉、欧洲七叶树、枫树、悬铃木、杨树和柳树。

## 外部連結
- 寬鱗多孔菌在Index Fungorum中的資訊
- Mushroom-Collecting.com: Polyporus squamosus – Dryad's Saddle（页面存档备份，存于） （英文）
- Вячеслав Степанов: Грибы Калужской области - Трутовик чешуйчатый (Polyporus squamosus) （页面存档备份，存于） （俄文）